# 593 هـ
593 هـ هي سنة في التقويم الهجري امتدت مقابلةً في التقويم الميلادي بين سنتي 1196 و1197.

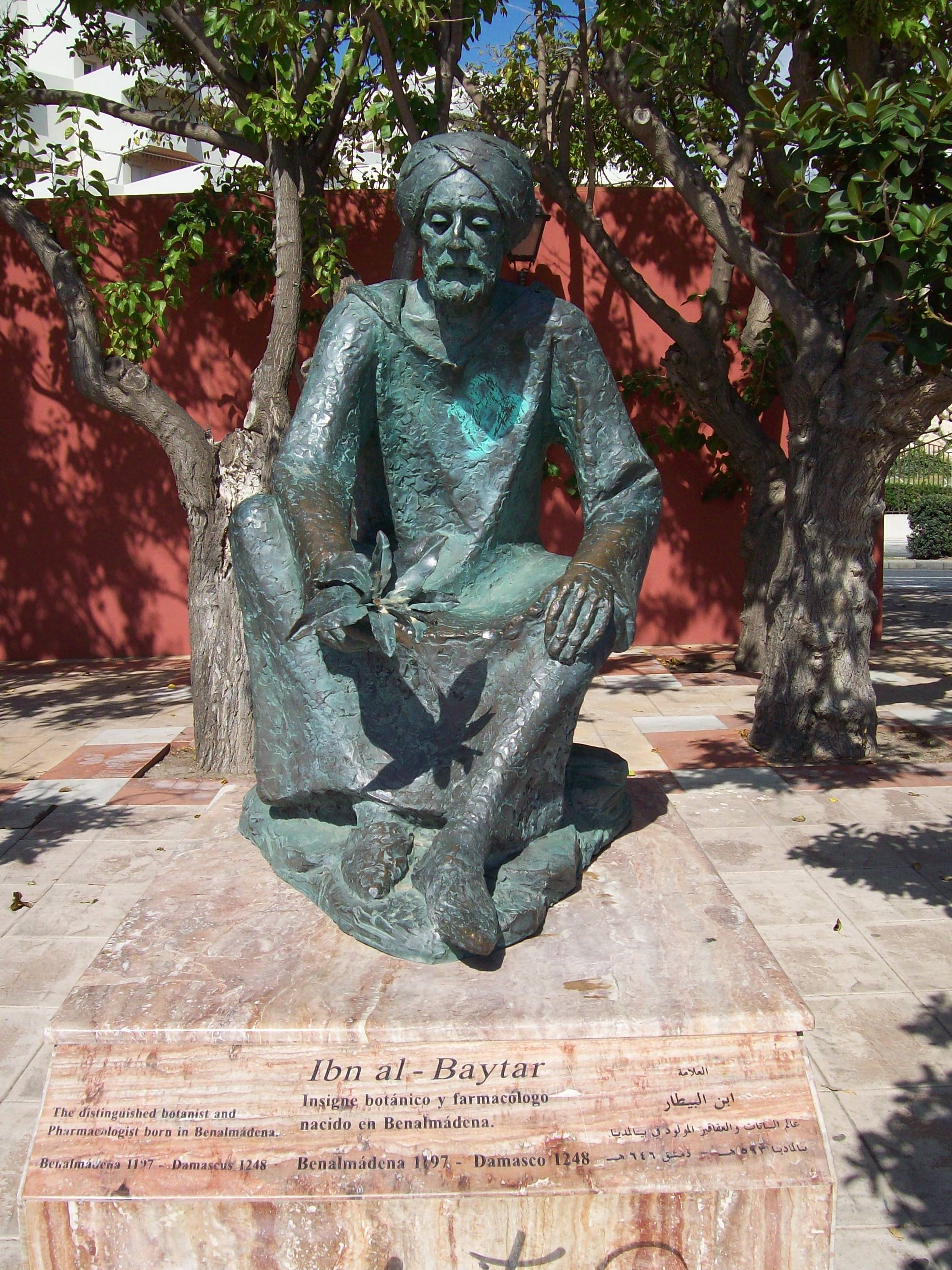
ابن البيطار

## مواليد
- مؤيد الدين بن العلقمي
- أحمد بن حلوان - طبيب، حكيم، وزير، أديب وشاعر شامي.
- ابن البيطار
- ابن الشعار
- شهاب الدين التلعفري

## وفيات
- أبو شجاع الأصفهاني
- ابن أرفع رأس
- جمال الدين الغزنوي
- ابن يونس الحنبلي